# Indianola (Kalifornija)
Indianola je naseljeno područje za statističke svrhe u američkoj saveznoj državi Kalifornija. Prema popisu stanovništva iz 2010. u njemu je živjelo 823 stanovnika.